# Гафса (родовище)
Гафса — група родовищ фосфоритів у Тунісі, основний фосфоритовидобувний центр країни. Включає родовища Мрата, Муларес, Редееф, Метлаві, Мділла, Сехіб і Кеф-еш-Шваір.

## Історія
Фосфорити відкрито у 1885 р., видобуваються з 1899 р. (на род. Мрата, Муларес, Редееф). Планомірне освоєння почалося у 30-х рр. 20 ст., особливо інтенсивним було у 1970-х рр.

## Характеристика
Фосфоритоносний теригенно-кременисто-карбонатний продуктивний горизонт верхнього палеоцену і нижнього еоцену має потужність 15-30 м, залягає у пологих крилах антиклінальних і синклінальних складок. Промислове значення мають два пласти фосфоритів у верхній частині розрізу горизонту потужністю 1,8-3,5 м. Загальні запаси фосфоритів з вмістом Р2О5 22-32 % (у середньому 27 %) складають близько 1200 млн т, в тому числі розвідані 450 млн т, з них близько 60 млн т придатні для відкритого видобутку (род. Кеф-еш-Шваір).

## Технологія розробки
Підземний видобуток проводиться з застосуванням камерно-стовпової системи розробки, а також камерами з кріпленням виробленого простору стійками. Можливий підземний видобуток системою довгих вибоїв. Збагачення фосфоритів включає промивку і повітряну сепарацію з отриманням товарного фосфоритного концентрату з вмістом Р2О5 29,5-34,5 %.